# Prince of Wales Trophy

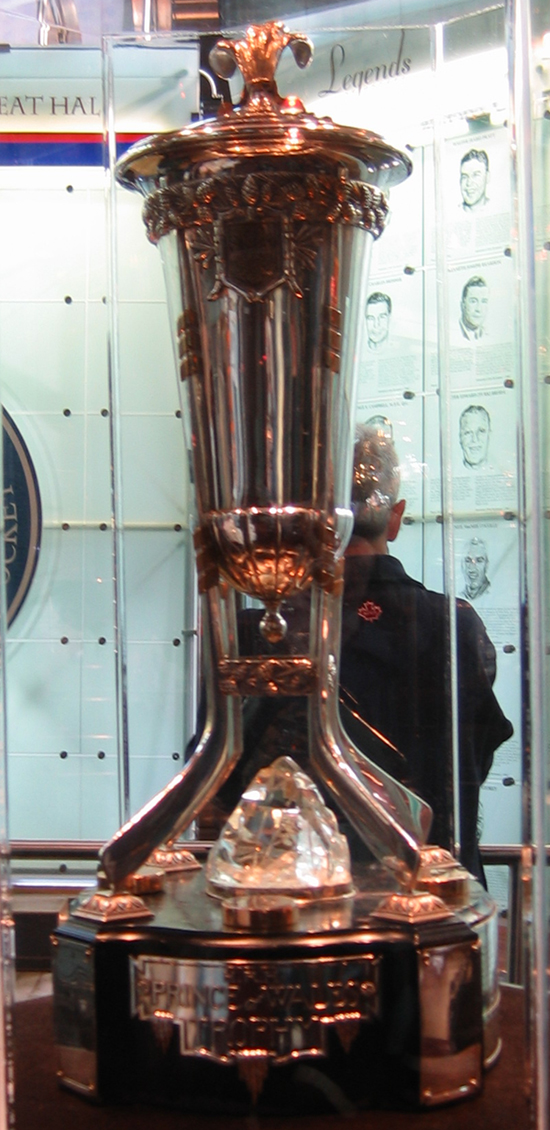
Prince of Wales Trophy

Prince of Wales Trophy (východní konference) je kolektivní trofejí NHL. Je dodnes populární a vysoce ceněná. Tuto trofej věnoval NHL v roce 1924 britský následník trůnu, princ waleský, a jejím držitelem se stával klub, který se probojoval do finále jiné slavné trofeje – Stanley Cupu.
Poté, co se Stanley Cup stal výlučnou záležitostí NHL a kdy se soutěž rozdělila do dvou divizí, byl vítězem Prince of Wales Trophy vítěz Americké divize NHL. Po deseti sezónách se NHL vrátila k jediné divizi a tak se celkem pochopitelně stával držitelem trofeje nejlepší tým ligového ročníku. S tímto statutem vydržela trofej až do roku 1967, kdy se po rozšíření NHL na dvanáct týmů soutěžní pole opět rozdělilo na dvě divize a na plášť Prince of Wales Trophy bylo v roce 1968 poprvé vyryto jméno nejlepšího klubu Východní divize, tedy divize původních účastníků.
Od ročníku 1974–1975 se NHL, už osmnáctičlenná, rozdělila na divize čtyři, umístěné ve dvou konferencích. Jednou z nich byla Prince of Wales Conference a nejlepší tým konference v ligových bojích se pak stával i vítězem trofeje. Po roce 1981 se vítězem trofeje stává nejlepší tým konference v play off, tedy vlastně finalista Stanley Cupu. K zatím poslední změně statutu trofeje došlo před sezónou 1993–1994, kdy byla Prince of Wales Conference přejmenována na Eastern Conference a finalista Stanleyova poháru z východu se tak stává majitelem zmíněné trofeje. V jednasedmdesátileté historii trofeje jsou jejími nejčastějšími vítězi hráči Montrealu Canadiens, jejichž jméno je na listině vítězů napsáno celkem 25krát.

## Přehled
| Prince of Wales Trophy - vítězné týmy východní konference |       | |
| Tým                                                       | Počet | Roky |
| Montreal Canadiens                                        | 25    | 1924, 1925, 1944, 1945, 1946, 1947, 1956, 1958, 1959, 1960, 1961, 1962, 1964, 1966, 1968, 1969, 1973, 1976, 1977, 1978, 1979, 1981, 1986, 1989, 1993 |
| Boston Bruins                                             | 18    | 1928, 1929, 1930, 1931, 1933, 1935, 1938, 1939, 1940, 1941, 1971, 1972, 1974, 1988, 1990, 2011, 2013, 2019                                           |
| Detroit Red Wings                                         | 13    | 1934, 1936, 1937, 1943, 1949, 1950, 1951, 1952, 1953, 1954, 1955, 1957, 1965                                                                         |
| Pittsburgh Penguins                                       | 6     | 1991, 1992, 2008, 2009, 2016, 2017 |
| Tampa Bay Lightning                                       | 5     | 2004, 2015, 2020, 2021, 2022 |
| New Jersey Devils                                         | 5     | 1995, 2000, 2001, 2003, 2012 |
| Philadelphia Flyers                                       | 4     | 1985, 1987, 1997, 2010 |
| New York Rangers                                          | 4     | 1932, 1942, 1994, 2014 |
| Florida Panthers                                          | 4     | 1996, 2023, 2024, 2025 |
| New York Islanders                                        | 3     | 1982, 1983, 1984 |
| Buffalo Sabres                                            | 3     | 1975, 1980, 1999 |
| Ottawa Senators                                           | 2     | 1927, 2007 |
| Chicago Blackhawks                                        | 2     | 1967, 1970 |
| Carolina Hurricanes                                       | 2     | 2002, 2006 |
| Toronto Maple Leafs                                       | 2     | 1948, 1963 |
| Washington Capitals                                       | 2     | 1998, 2018 |
| Montreal Maroons                                          | 1     | 1926 |

## Vítězové
| Sezóna    | Tým                |
| --------- | ------------------ |
| 1923–1924 | Montreal Canadiens |
| 1924–1925 | Montreal Canadiens |
| 1925–1926 | Montreal Maroons   |
| 1926–1927 | Ottawa Senators    |
| 1927–1928 | Boston Bruins      |
| 1928–1929 | Boston Bruins      |
| 1929–1930 | Boston Bruins      |
| 1930–1931 | Boston Bruins      |
| 1931–1932 | New York Rangers   |
| 1932–1933 | Boston Bruins      |
| 1933–1934 | Detroit Red Wings  |
| 1934–1935 | Boston Bruins      |
| 1935–1936 | Detroit Red Wings  |
| 1936–1937 | Detroit Red Wings  |
| 1937–1938 | Boston Bruins      |
| 1938–1939 | Boston Bruins      |
| 1939–1940 | Boston Bruins      |
| 1940–1941 | Boston Bruins      |
| 1941–1942 | New York Rangers   |
| 1942–1943 | Detroit Red Wings  |

| Sezóna    | Tým                 |
| --------- | ------------------- |
| 1943–1944 | Montreal Canadiens  |
| 1944–1945 | Montreal Canadiens  |
| 1945–1946 | Montreal Canadiens  |
| 1946–1947 | Montreal Canadiens  |
| 1947–1948 | Toronto Maple Leafs |
| 1948–1949 | Detroit Red Wings   |
| 1949–1950 | Detroit Red Wings   |
| 1950–1951 | Detroit Red Wings   |
| 1951–1952 | Detroit Red Wings   |
| 1952–1953 | Detroit Red Wings   |
| 1953–1954 | Detroit Red Wings   |
| 1954–1955 | Detroit Red Wings   |
| 1955–1956 | Montreal Canadiens  |
| 1956–1957 | Detroit Red Wings   |
| 1957–1958 | Montreal Canadiens  |
| 1958–1959 | Montreal Canadiens  |
| 1959–1960 | Montreal Canadiens  |
| 1960–1961 | Montreal Canadiens  |
| 1961–1962 | Montreal Canadiens  |
| 1962–1963 | Toronto Maple Leafs |

| Sezóna    | Tým                 |
| --------- | ------------------- |
| 1963–1964 | Montreal Canadiens  |
| 1964–1965 | Detroit Red Wings   |
| 1965–1966 | Montreal Canadiens  |
| 1966–1967 | Chicago Black Hawks |
| 1967–1968 | Montreal Canadiens  |
| 1968–1969 | Montreal Canadiens  |
| 1969–1970 | Chicago Black Hawks |
| 1970–1971 | Boston Bruins       |
| 1971–1972 | Boston Bruins       |
| 1972–1973 | Montreal Canadiens  |
| 1973–1974 | Boston Bruins       |
| 1974–1975 | Buffalo Sabres      |
| 1975–1976 | Montreal Canadiens  |
| 1976–1977 | Montreal Canadiens  |
| 1977–1978 | Montreal Canadiens  |
| 1978–1979 | Montreal Canadiens  |
| 1979–1980 | Buffalo Sabres      |
| 1980–1981 | Montreal Canadiens  |
| 1981–1982 | New York Islanders  |
| 1982–1983 | New York Islanders  |

| Sezóna    | Tým                 |
| --------- | ------------------- |
| 1983–1984 | New York Islanders  |
| 1984–1985 | Philadelphia Flyers |
| 1985–1986 | Montreal Canadiens  |
| 1986–1987 | Philadelphia Flyers |
| 1987–1988 | Boston Bruins       |
| 1988–1989 | Montreal Canadiens  |
| 1989–1990 | Boston Bruins       |
| 1990–1991 | Pittsburgh Penguins |
| 1991–1992 | Pittsburgh Penguins |
| 1992–1993 | Montreal Canadiens  |
| 1993–1994 | New York Rangers    |
| 1994–1995 | New Jersey Devils   |
| 1995–1996 | Florida Panthers    |
| 1996–1997 | Philadelphia Flyers |
| 1997–1998 | Washington Capitals |
| 1998–1999 | Buffalo Sabres      |
| 1999–2000 | New Jersey Devils   |
| 2000–2001 | New Jersey Devils   |
| 2001–2002 | Carolina Hurricanes |
| 2002–2003 | New Jersey Devils   |

| Sezóna    | Tým                  |
| --------- | -------------------- |
| 2003–2004 | Tampa Bay Lightning  |
| 2004–2005 | Neudělena pro stávku |
| 2005–2006 | Carolina Hurricanes  |
| 2006–2007 | Ottawa Senators      |
| 2007–2008 | Pittsburgh Penguins  |
| 2008–2009 | Pittsburgh Penguins  |
| 2009–2010 | Philadelphia Flyers  |
| 2010–2011 | Boston Bruins        |
| 2011–2012 | New Jersey Devils    |
| 2012–2013 | Boston Bruins        |
| 2013–2014 | New York Rangers     |
| 2014–2015 | Tampa Bay Lightning  |
| 2015–2016 | Pittsburgh Penguins  |
| 2016–2017 | Pittsburgh Penguins  |
| 2017–2018 | Washington Capitals  |
| 2018–2019 | Boston Bruins        |
| 2019–2020 | Tampa Bay Lightning  |
| 2020–2021 | Tampa Bay Lightning  |
| 2021–2022 | Tampa Bay Lightning  |
| 2022–2023 | Florida Panthers     |
| 2023–2024 | Florida Panthers     |
| 2024–2025 | Florida Panthers     |